# Опільська печера
Печера Опі́льська — печера, геологічна пам'ятка природи загальнодержавного значення в Україні. Розташована в межах Нараївської сільської громади Тернопільського району Тернопільської області, на схід від села Підвисоке, в лісовому масиві.
Площа — 0,2 га земель державної власності. Оголошена об'єктом природного-заповідного фонду Указом Президента України № 477/2015 від 17 серпня 2015 року. Перебуває у віданні Державного підприємства «Бережанське лісомисливське господарство» (Бережанське лісництво, кв. 71, вид. 5).